# Mandragora

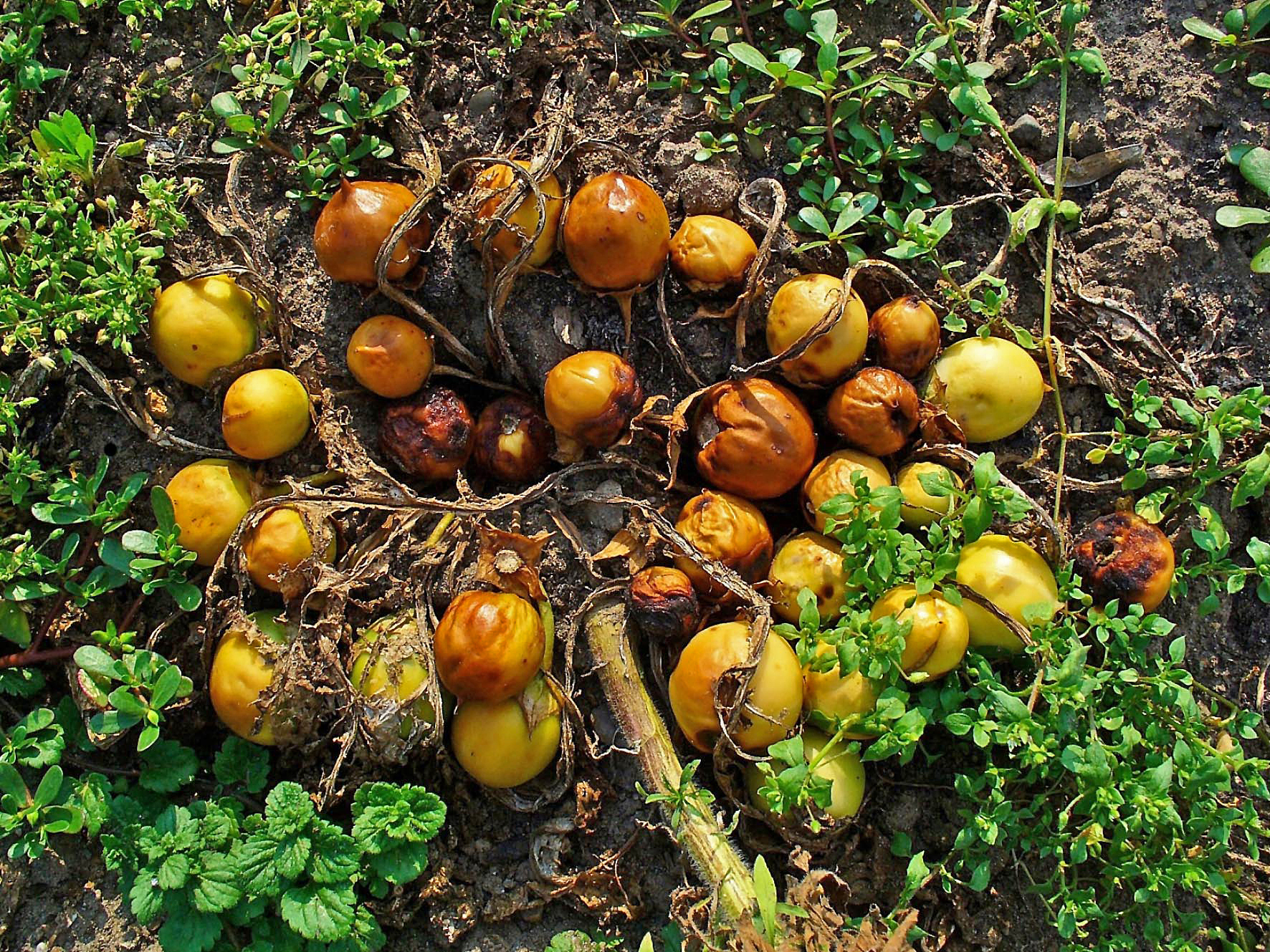
Mandragora lékařská s plody

Mandragora (Mandragora), česky také pokřín či pekřín, je rod rostlin čeledi lilkovitých. Jsou to nízké vytrvalé byliny s přízemní růžicí listů a zvonkovitými květy na krátkých stopkách, které jsou opylovány hmyzem. Plodem je kulovitá bobule připomínající malé rajče. Rod zahrnuje 3 až 4 druhy a je rozšířen ve Středomoří, Blízkém východě, Turkmenistánu, Himálaji a jihozápadní Číně. V jižní Evropě roste mandragora podzimní, někdy uváděná jako mandragora lékařská. Mandragory jsou jedovaté rostliny, obsahující obdobné tropanové alkaloidy jako rulík, blín či durman. Ve starověku byla mandragora významná lékařská rostlina, používaná mj. jako anestetikum a sedativum při operacích. Je zmiňována již v nejstarších biblických textech a spisech starověkých učenců a opředena množstvím legend. V současnosti nemá zásadnější využití. Občas se pěstuje jako skalnička.
Pod zavádějícím názvem americká mandragora (american mandrage) bývá občas uváděna severoamerická rostlina noholist štítnatý (Podophyllum peltatum), která však není s mandragorou nijak příbuzná a má i odlišný medicínský účinek.

## Popis
Mandragory jsou vytrvalé byliny s přízemní růžicí listů a dužnatým, tlustým, větveným hlavním kořenem. Odění se skládá z jednoduchých chlupů. Stonek je krátký, někdy větvený. Listy jsou řapíkaté až téměř přisedlé, s celistvou nebo zubatou čepelí, často svraskalé. 
Květy jsou pravidelné, pětičetné nebo řidčeji šestičetné, stopkaté, vyrůstající jednotlivě v paždí listů. Kalich je kolovitě zvonkovitý, hluboce laločnatý. Koruna je zvonkovitá, do poloviny a více členěná na 5 (6) laloků. 
Tyčinky jsou zhruba stejně dlouhé, přirostlé ve spodní části korunní trubky, a mají tenké, směrem k centru květu prohnuté nitky. Nevyčnívají z květů. Na bázi každé nitky je chomáček chlupů.
Semeník je svrchní, obsahuje 2 komůrky s mnoha vajíčky a nese protáhlou čnělku zakončenou hlavatou až lehce dvoulaločnou bliznou. Kolem báze semeníku je nektárium vybíhající ve dva laloky. Plodem je žlutá nebo oranžová, kulovitá až vejcovitá, šťavnatá bobule, podepřená vytrvalým, lehce zvětšeným kalichem. Obsahuje mnoho (až 50) ploše ledvinovitých semen. Vůně zralých plodů je zprvu příjemná, později těžká a nelibá.

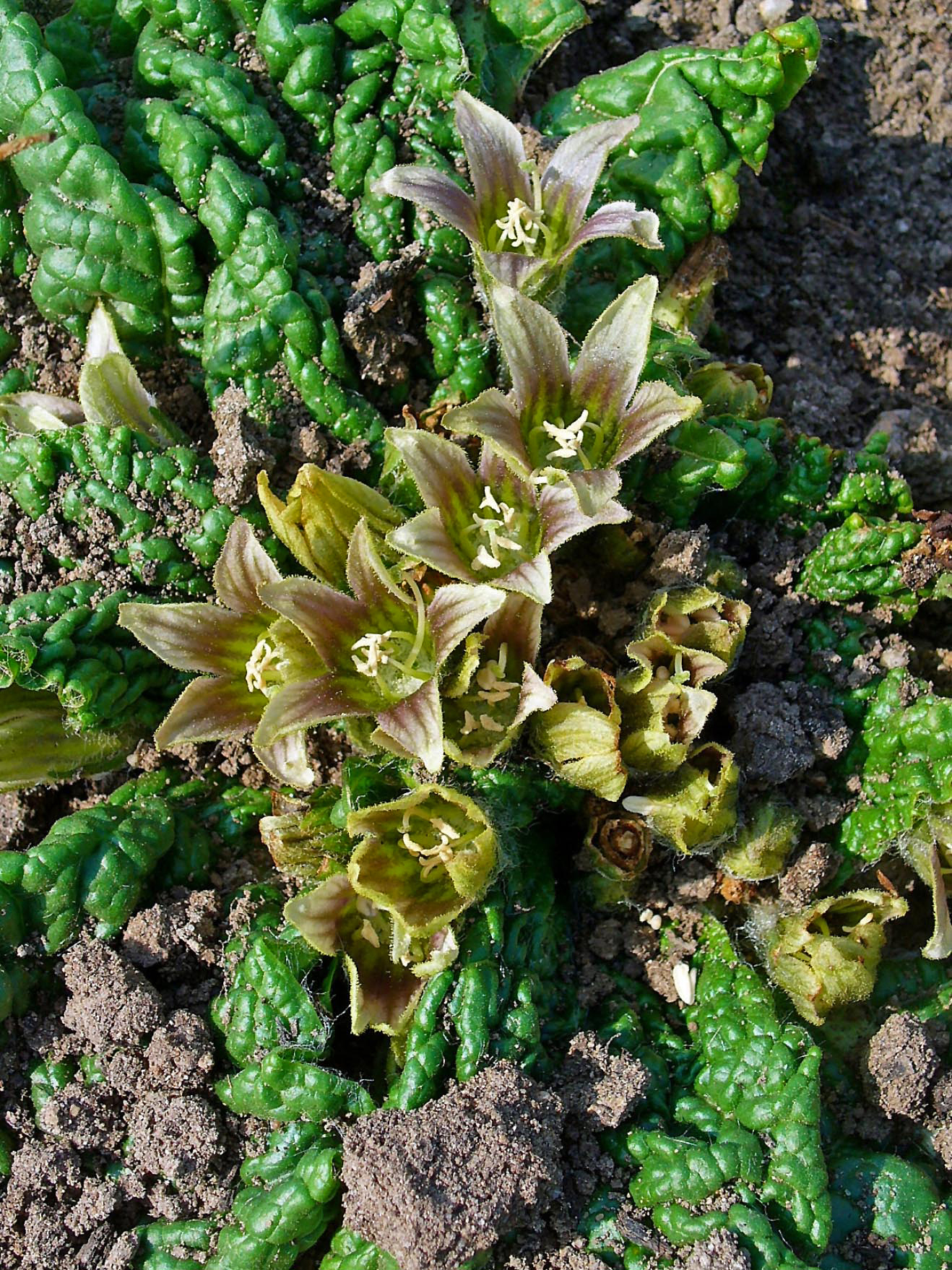
Kvetoucí mandragora lékařská
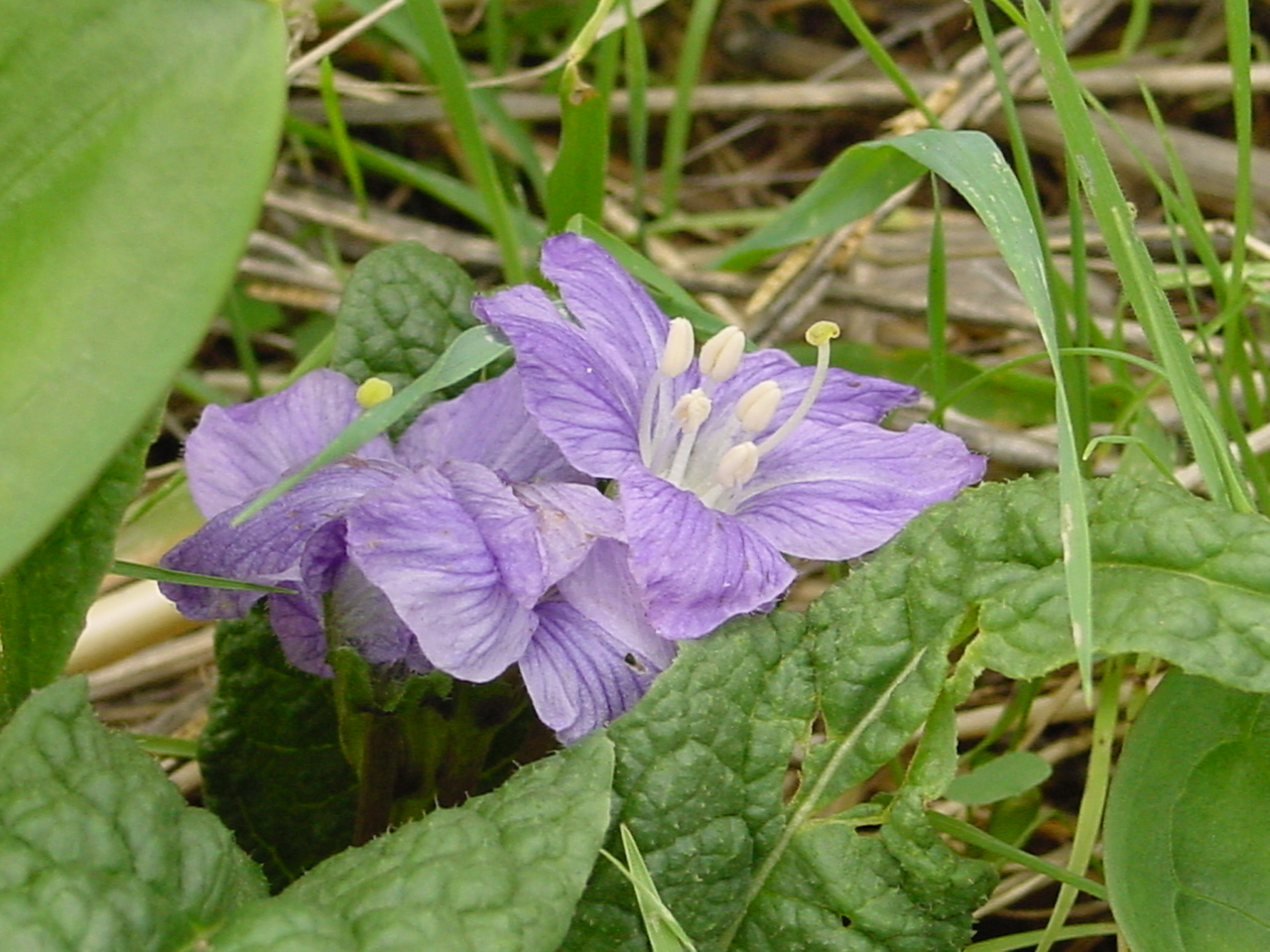
Detail květů mandragory podzimní
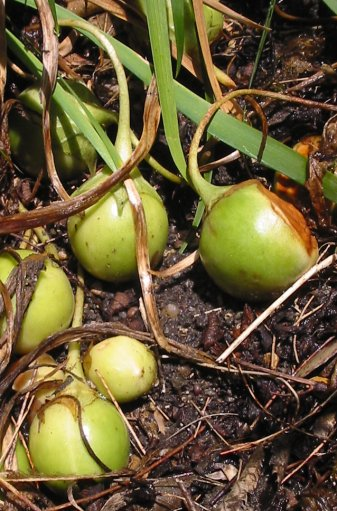
Plody mandragory lékařské

## Rozšíření
Rod mandragora zahrnuje 4 druhy. Je rozšířen v nespojitém areálu od Středomoří po Himálaj a jihozápadní Čínu. 
Mandragora lékařská v širokém pojetí (M. officinalis s.l.), tedy včetně mandragory podzimní, je rozšířena v teplejších oblastech Středomoří. Souvisleji roste v jižní polovině Pyrenejského poloostrova, Sardinii, jižní Itálii včetně Sicílie, Řecku, jižním Turecku, Krétě, Kypru, západní Sýrii a Jordánsku, Libanonu a Izraeli, severním Tunisku, Alžírsku a Maroku, roztroušené izolované arely jsou i v severní Itálii a na Balkáně. Roste typicky v podrostu světlých lesů, olivových hájích, úhorech, železničních náspech a podél cest v nadmořských výškách do 1200 metrů.
Mandragora vzpřímená (M. caulescens) je rozšířena ve středním a východním Himálaji, Tibetu a jihozápadní Číně, zasahuje i do Myanmaru. Vyskytuje se v nadmořských výškách 2200 až 4900 metrů. Roste zejména v alpínském a subalpínském stupni na travnatých a kamenitých svazích, v nižších polohách i v podrostu horských lesů a mezi křovinami na jejich okrajích, na pastvinách a mýtinách.
Mandragora turcomanica je známa z relativně nevelkého území v horách Kopet Dag na pomezí jižního Turkmenistánu a ssz. Íránu, kde roste na skalnatých a kamenitých svazích a v horských roklích v nadmořských výškách od 500 do 700 metrů, charakteristicky ve společnosti keřů trnovce Kristova.

## Ekologické interakce

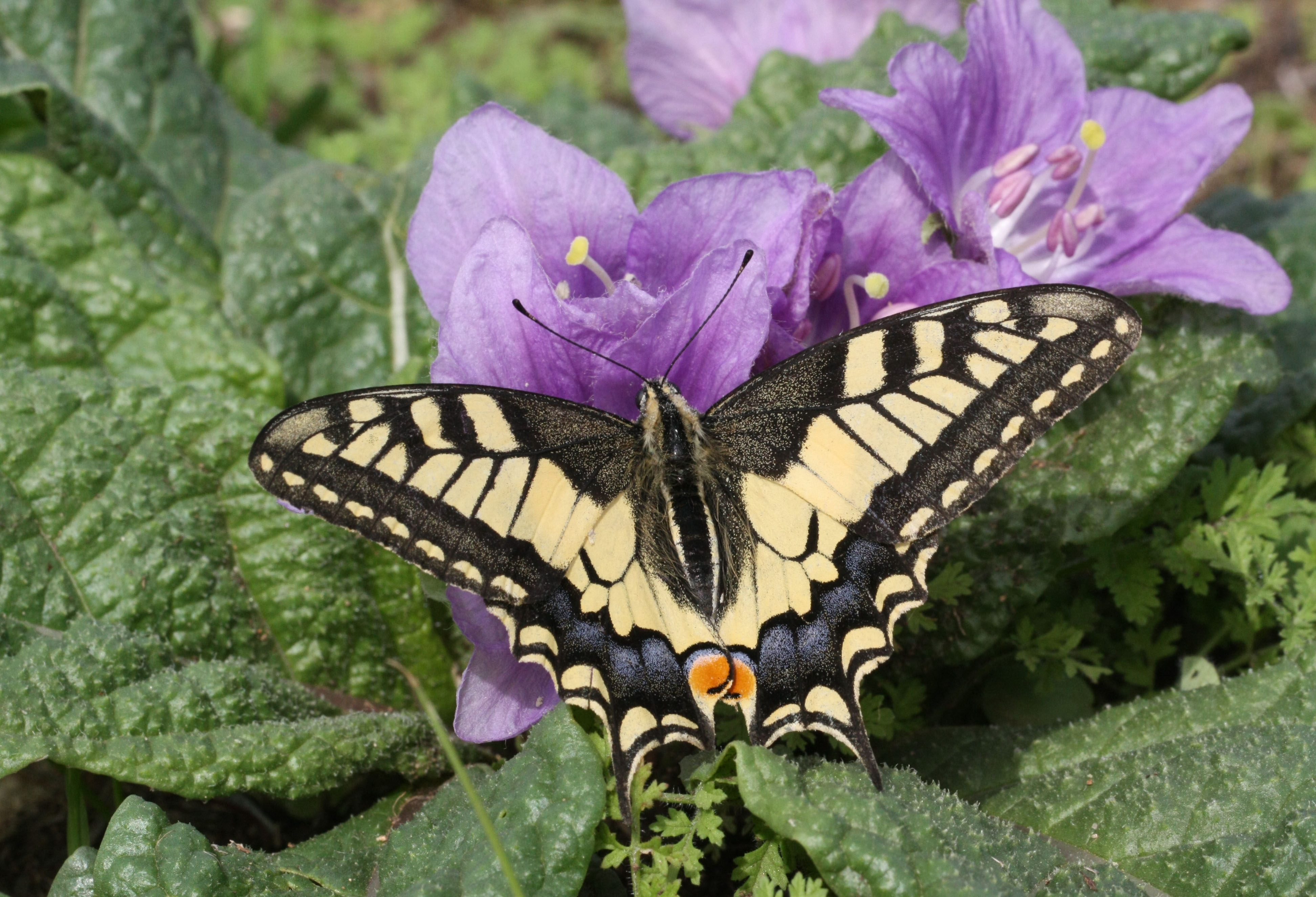
Otakárek na květech mandragory

Květy mandragor jsou opylovány hmyzem, konkrétnějších údajů o opylovačích je však poskrovnu. Květy mandragory vzpřímené opylují podle studie provedené v severozápadním Jün-nanu zejména královny čmeláků. Navštěvují je i mouchy, které však k opylení nepřispívají. Nektar občas vylupují mravenci. Květy jsou schopny samoopylení, kterému je ale zabráněno protogynií (čnělka dozrává dříve než prašníky).
Semena jsou adaptována na šíření různými živočichy, kteří vyhledávají a konzumují plody. Zralé plody mají specifickou vůni, poněkud připomínající meloun.
Středomořské mandragory květou v období od září do února, přičemž doba květu se odlišuje jak mezi populacemi, tak i mezi jednotlivými léty. Podle 6 let trvající studie kvete mandragora v Maroku převážně v říjnu, ve Španělsku v říjnu a listopadu, na Kypru od prosince do ledna, v Turecku v únoru. Izraelské populace mandragory kvetou od prosince do února. Turkménská Mandragora turcomanica kvete v lednu a únoru.

## Obsahové látky a jedovatost
Mandragory jsou jedovaté rostliny. Účinnými látkami jsou tropanové alkaloidy, zejména skopolamin a hyoscyamin, které se nacházejí ve všech částech rostliny s výjimkou dužniny plně dozrálých plodů. 
Případy otravy mandragorou byly zaznamenány zejména po záměně s jinými léčivkami, jako je brutnák lékařský (Borago officinalis) či chrpa bezlodyžná (Centaurea acaulis), po záměrném požití za účelem sebevraždy či experimentování s psychotropními účinky. Někdy byla také používána k omámení oběti při kriminálních činech.
Mezi klasické příznaky otravy náleží zmatenost, delirium, nechutenství a zvracení, rozšířené zornice, zadržování moči, sucho v ústech, tachykardie, zpomalení pohybu střev a suchá začervenalá pokožka. Léčba bývá symptomatická a zahrnuje výplach žaludku a podávání aktivního uhlí. Ke zklidnění pacienta se v případě potřeby podává nitrožilně diazepam. Ve vážnějších případech se podává fysostigmin jako antagonista účinku tropanových alkaloidů. Šťáva a extrakty z mandragory mohou při kontaktu s pokožkou vyvolat kontaktní dermatitidu.
Z dalších alkaloidů byl zjištěn např. norhyoscyamin, kuskohygrin, skopin a apotropin. Občas bývá uváděn i mandragorin, který však nebyl dalšími analýzami potvrzen a jednalo se zřejmě o hyoscyamin s malou příměsí skopolaminu.
Na zvláštní vůni plodů se podílí zejména ethylbutyrát, hexanol, hexylacetát a sirné organické sloučeniny.

## Taxonomie
Rod Mandragora je v rámci čeledi Solanaceae řazen do podčeledi Solanoideae, kde je jediným rodem tribu Mandragoreae. 
Starověcí učenci Pedanius Dioscorides a Plinius starší popisují ve svých spisech dva druhy mandragory. Carl Linné v klasickém díle Species plantarum z roku 1753 popsal druh Mandragora officinarum, v pozdějších dílech z roku 1759 a 1762 jej však přeřadil do rodu Atropa pod názvem Atropa mandragora. V průběhu 19. století byl v oblasti Středomoří a Blízkého východu rozlišován větší počet druhů mandragory. Ve 2. polovině 20. století se jejich počet ustálil na dvou, přičemž forma kvetoucí na jaře byla klasifikována jako M. officinarum a podzimní forma jako M. autumnalis, někteří autoři však uznávali jediný variabilní druh, M. officinarum. Toto pojetí bylo přijato i v monografii rodu, vydané v roce 1998. Výsledky pozdějších studií zahrnujících morfometriku i analýzu plastidové DNA ukázaly, že rostliny z Blízkého východu (Izrael, Sýrie) se od středomořských mandragor významně odlišují a jsou příbuznější se středoasijskou Mandragora turcomanica. Taxony se liší zejména velikostí a tvarem plodů a velikostí semen, zatímco doba kvetení nebo barva květů se neukázaly jako spolehlivé diagnostické znaky. Autoři studie z roku 2018 dokonce docházejí k závěru, že středoasijská M. turcomanica je totožná s blízkovýchodním druhem a byla do Střední Asie zanesena lidskou činností.
Přehlednost situace komplikuje fakt, že v některých pracích jsou velkoplodé rostliny, vyskytující se na Blízkém východě, uváděny pod názvem M. officinalis a rostliny ze Středomoří jako M. autumnalis (např. ), zatímco v jiných zdrojích je tomu naopak (např. ).
Vysokohorské populace M. caulescens z jižního okraje Tibetské náhorní plošiny se významně odlišují od populaci z nižších horských poloh (stěsnaný polštářovitý vzrůst, malé žluté květy, jiná stanoviště). Taxon byl popsán v roce 1978 jako Mandragora chinghaiensis. Populace s přechodnými znaky nebyly pozorovány. Fylogenetická analýza však ukázala, že se jedná o relativně nedávno vzniklou formu uvnitř kladu M. caulescens a druh proto není v současnosti uznáván.

### Vývojový strom roduMandragora
|  | Mandragora autumnalis (Středomoří)                                                                                  |
|  | |
|  | \| \| Mandragora turcomanica (Turkmenistán) \| \| \| \| \| \| Mandragora officinarum (Blízký východ)[4] \| \| \| \| |
|  | |
|  | Mandragora turcomanica (Turkmenistán)                                                                               |
|  | |
|  | Mandragora officinarum (Blízký východ)                                                                              |
|  | |

|  | Mandragora turcomanica (Turkmenistán)  |
|  |                                        |
|  | Mandragora officinarum (Blízký východ) |
|  |                                        |

|  | Mandragora autumnalis (Středomoří)                                                                                  |
|  | |
|  | \| \| Mandragora turcomanica (Turkmenistán) \| \| \| \| \| \| Mandragora officinarum (Blízký východ)[4] \| \| \| \| |
|  | |
|  | Mandragora turcomanica (Turkmenistán)                                                                               |
|  | |
|  | Mandragora officinarum (Blízký východ)                                                                              |
|  | |

|  | Mandragora turcomanica (Turkmenistán)  |
|  |                                        |
|  | Mandragora officinarum (Blízký východ) |
|  |                                        |

## Zástupci
- mandragora lékařská (Mandragora officinarum)
- mandragora podzimní (Mandragora autumnalis)
- mandragora vzpřímená (Mandragora caulescens)[12]

## Historie

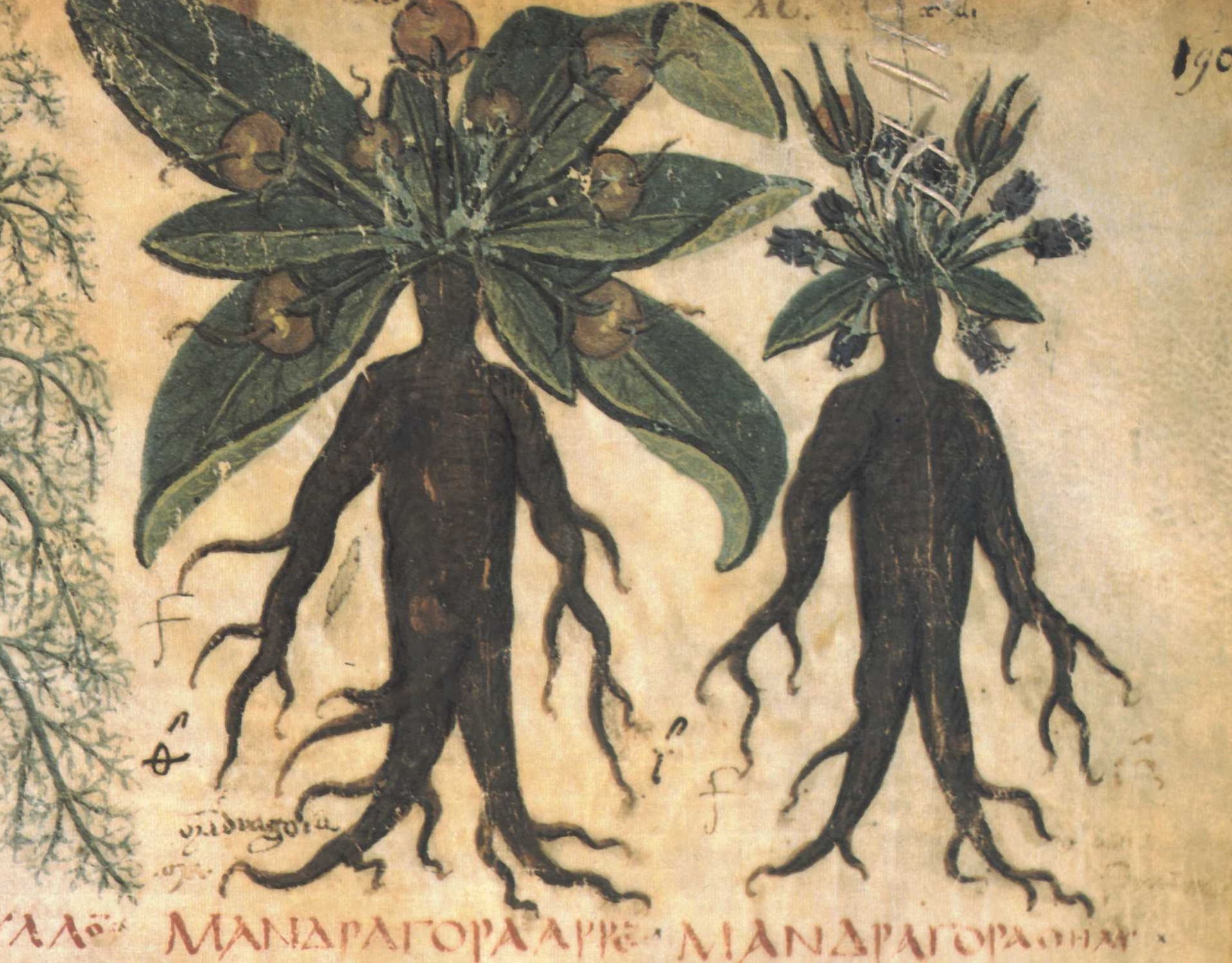
Ilustrace mandragory, pocházející ze 7. století

Mandragora byla jednou z nejdůležitějších léčivých rostlin starověku a jednou z prvních známých rostlin, používaných jako analgetikum a anestetikum při chirurgických operacích.
Široce byla používána ve starověkém Řecku, Římu i Egyptě, ve středověku i v období renesance.
Je zmiňována v nejstarších spisech Starého zákona (Genesis, Píseň Šalomounova), píší o ní starověcí učenci Pedanius Dioscorides i Plinius starší.
Kořeny středomořské mandragory byly používány zejména jako narkotikum, afrodisiakum, protizánětlivý a desinfekční prostředek. Ve středověku sloužily k magickým rituálům a nosily se jako amulet.

## Význam
Význam mandragory v současnosti je spíše okrajový. Jako zdroj tropanových alkaloidů pro farmaceutický průmysl se využívají jiné rostliny, zejména jedovatice (Duboisia). V bylinném léčení se prakticky nepoužívá, poměrně časté využití má v homeopatii.
V teplých oblastech je mandragora lékařská občas pěstována jako skalnička. V botanických zahradách se pěstuje spíše zřídka, lze se s ní setkat například v sekci léčivých rostlin Pražské botanické zahrady v Tróji.
Plně vyzrálé plody mandragor z Blízkého východu a Turkmenistánu jsou jedlé a chutné, se sladkou dužninou a osobitou vůní. Semena se nejedí, protože jsou jedovatá. Naproti tomu středomořské rostliny mají drobnější nesladké plody, které se ke konzumaci nehodí. 

## Pěstování
Mandragorám vyhovuje hlubší, výživná, dobře odvodněná půda a slunné až polostinné stanoviště. Neprospívají ve vápnitých nebo štěrkovitých půdách. Ve vlhké a chladné půdě podléhají hnilobám. Mají až přes metr dlouhé kořeny a nejsou proto vhodné pro pěstování v nádobách, kde zůstávají malé a neplodí. Často je ožírají slimáci.
Semena se vysévají na podzim do volně propustného substrátu. Klíčení může trvat až dva roky. Na podzim lze také z dobře usazených rostlin opatrně odebrat kořenové řízky. V chladnějších a vlhčích oblastech je vhodné sázet mladé rostliny do volné půdy až ve dvou letech.